# Primera División 1921 (Costa Rica)
La Primera División costaricana del 1921, prima edizione del massimo campionato costaricano di calcio, fu vinta dall'Herediano, ma non fu completamente terminata (infatti alcune squadre giocarono 11 partite e altre 12).
Vi parteciparono sette squadre.

## Avvenimenti
Dopo la creazione della Liga de Fútbol il 13 giugno 1921 si rese necessaria l'istituzione di un campionato nazionale in Costa Rica. Al primo campionato, che prevedeva un girone all'italiana andata e ritorno, si iscrissero così sette squadre.
La prima partita venne disputata tra il La Libertad e la Gimnástica Limonense il 3 luglio (l'incontro terminò 1-0 per i padroni di casa con rete di Rafael Madrigal).
A causa di diversi problemi di viaggio, dovuti soprattutto alla difficoltà di raggiungere Puerto Limón, che fecero desistere alcune squadre dal presentarsi alle partite la Federazione dovette prendere il provvedimento, a partire dalla stagione successiva, della sconfitta a tavolino per la squadra che non si presentava.
Sul fronte sportivo il campionato fu vinto facilmente dall'Herediano, che prevalse con sette punti di vantaggio sulla Gimnástica Espaňola, nonostante avessero entrambe disputato una partita in meno.

## Classifica finale
|    | Classifica           | Pt | G  | V | N | P | GF | GS |
| -- | -------------------- | -- | -- | - | - | - | -- | -- |
| 1. | Herediano            | 19 | 11 | 9 | 1 | 1 | 37 | 12 |
| 2. | Gimnástica Espaňola  | 12 | 11 | 5 | 2 | 4 | 22 | 19 |
| 3. | La Libertad          | 12 | 11 | 5 | 2 | 4 | 17 | 22 |
| 4. | Cartaginés           | 11 | 12 | 5 | 1 | 6 | 12 | 22 |
| 5. | Gimnástica Limonense | 10 | 12 | 5 | 0 | 7 | 14 | 18 |
| 6. | La Unión             | 8  | 11 | 4 | 0 | 7 | 17 | 23 |
| 7. | Alajuelense          | 8  | 12 | 3 | 2 | 7 | 14 | 30 |

## Squadra campione
- Herediano - Campione della Costa Rica 1921.

### Rosa
- Joaquín Gutiérrez
- Guillermo Cerdas
- Gilberto Arguedas
- Otoniel Martínez
- Rafael Campos
- Víctor Ruiz
- Eladio Rosabal
- Félix Contreras
- Claudio Arguedas
- Guillermo Pérez
- Miguel García
- Luis Valerio
- Fabio Pacheco
- Ángel Bernini
- Braulio Morales
- Marco García